# Gutzmerow

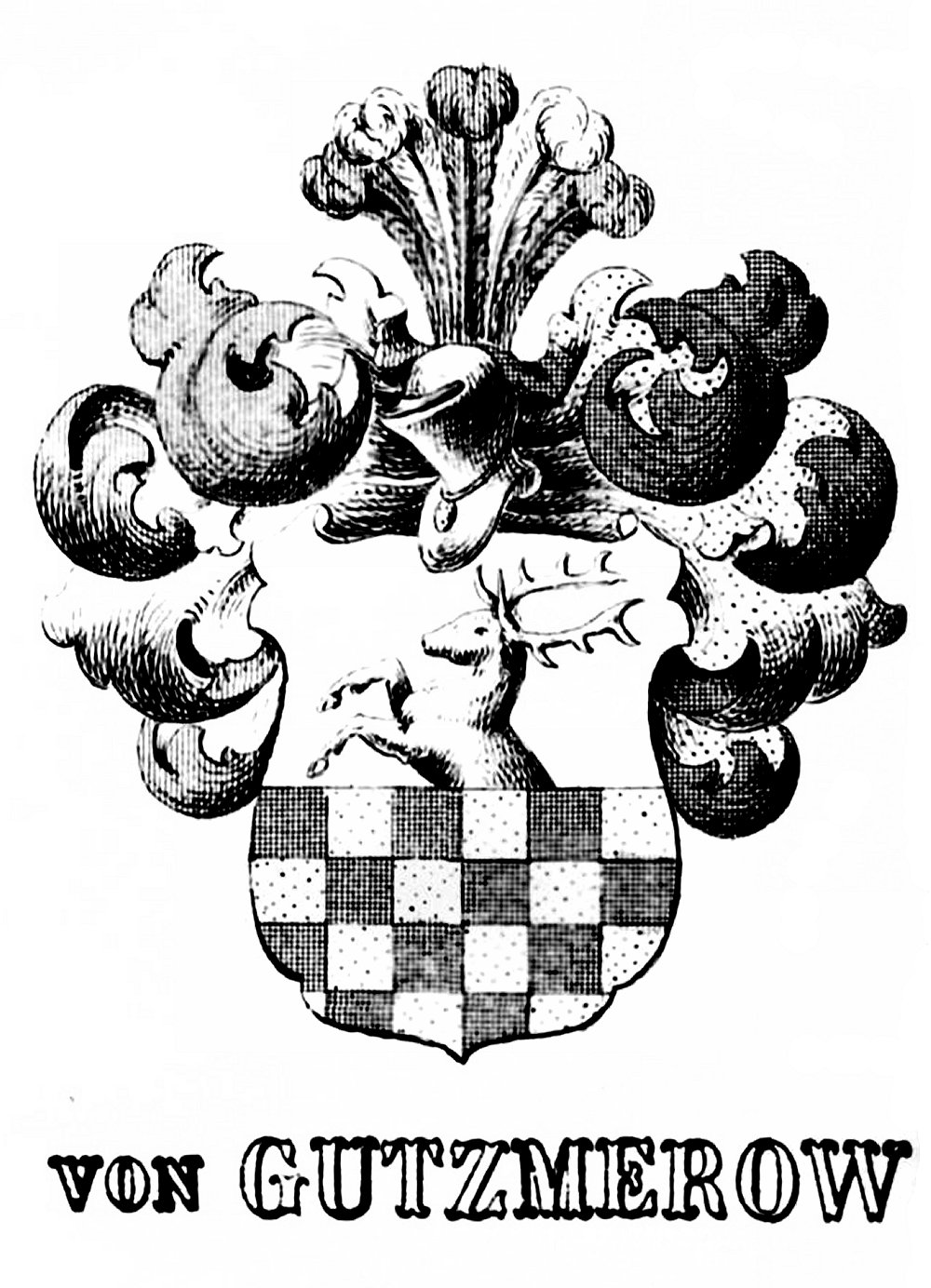
Wappen derer von Gutzmerow

Gutzmerow  ist der Name eines alten, heute erloschenen, pommerschen Adelsgeschlechts.

## Geschichte

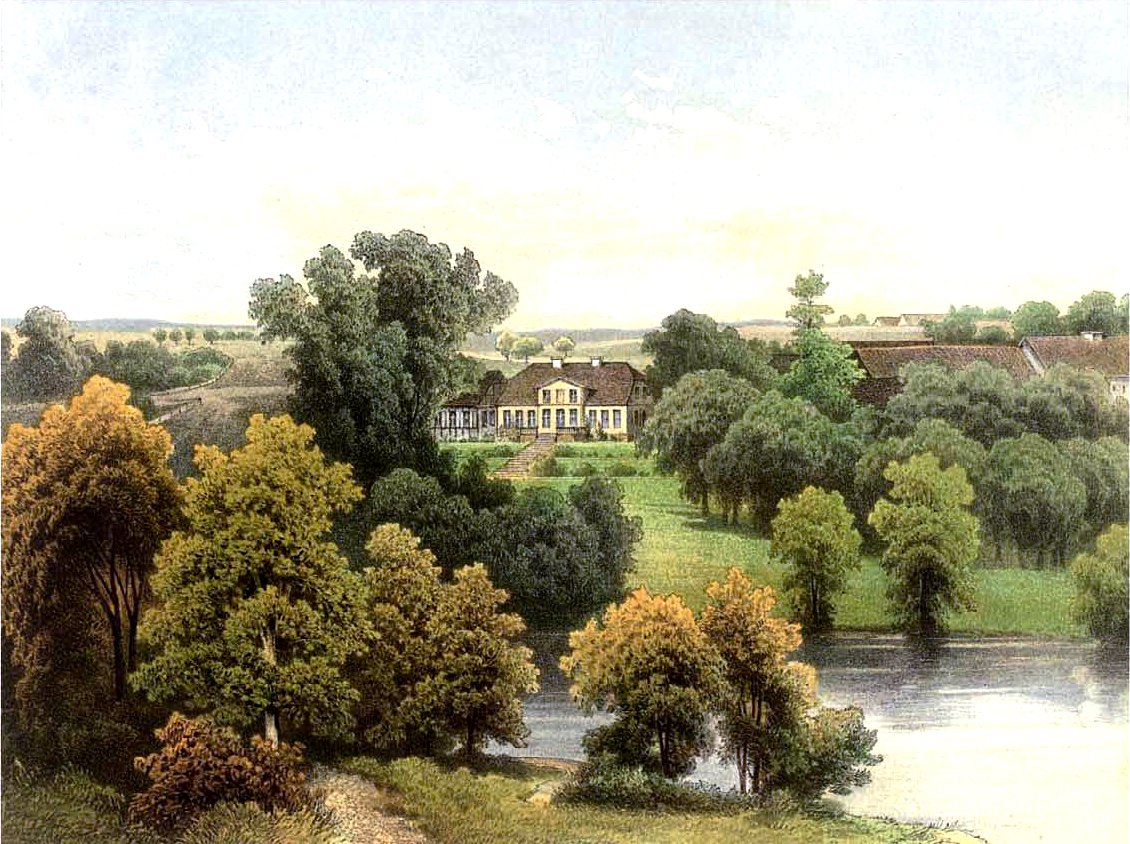
Rittergut Labehn um 1860, Sammlung Alexander Duncker

Am 14. August 1341 wurde das Geschlecht mit Ritter Gotzmer erstmals urkundlich. Die durchgängige Stammreihe der Familie begann mit Lorentz von Gutzmerow der um 1400, Herrn auf Freist war.
Die Gutzmerow besaßen seit ihrem ersten Auftreten in Ostpommern auch Alt Gutzmerow als ihren auf ihrem Stammsitz. Dieser aber ging jedoch bereits 1552 in andere Hände. 
1523 wurde Laffrens Gutzmerow tor Vresth genannt. Freist und das dazugehörige Vorwerk Kempen waren 1755 zum Zeitpunkt der Allodifizierung im Besitz des Lorenz Adam von Gutzmerow. Kempen blieb bis zum Jahre 1843 bei der Familie. Labehn wurde 1852 von einem Gutzmerow  erworben. Schloss Groß Leuthen ging zwischen 1838 und 1857 in das Eigentum des Emil von Gutzmerow, der unter anderem Kammerherr der Königin bzw. Kaiserin Augusta war, über.
Angehörige der Familie taten sich auch als Offiziere in der preußischen Armee hervor. So verteidigte am 18. Februar 1807 ein Kapitän Gutzmerow an der Spitze einer etwa 160 Mann starken Kompanie des Freikorps Krockow die pommersche Stadt Stolp. Karl Friedrich von Gutzmerow wurde 1812 Ritter des Ordens Pour le Mérite.

## Wappen
Die Wappen derer von Gutzmerow gehören zur Wappengruppe Hirsch über Schach.
Das Stammwappen ist geteilt, oben in Silber ein springender natürlicher Hirsch, unten von Schwarz und Gold geschacht. Auf dem gekrönten Helm mit rechts rot-silbernen, links schwarz-goldenen Decken fünf (rot, silbern, rot, silbern, rot) Straußenfedern.

## Angehörige
- Emil Friedrich Wilhelm von Gutzmerow (* 1821; † 1906), Standesherr auf Schloss Groß Leuthen und Mitglied des Preußischen Herrenhauses